# Marianne Lundqvist
Marianne Lundqvist (suec: Marianne Lundquist)  (Estocolm, 24 de juliol de 1931 - Estocolm, 10 d'abril de 2020), de casada Grane, fou una nedadora sueca, especialista en estil lliure, que va competir durant les dècades de 1940 i 1950.
El 1948 va prendre part en els Jocs Olímpics d'Estiu de Londres, on disputà dues proves del programa de natació. Fou desqualificada en la final dels 4×100 metres lliures, mentre en els 100 metres lliuresquedà eliminada en sèries. Quatre anys més tard, als Jocs de Hèlsinki, va disputar tres proves del programa de natació. Fou sisena en els 4×100 metres lliures, mentre en les altres dues proves quedà eliminada en sèries.
En el seu palmarès destaca una medalla de bronze en els 4×100 metres lliures del Campionat d'Europa de natació de 1950. En aquesta prova formà equip amb Ingegard Fredin, Gisela Tidholm i Elisabeth Ahlgren. També guanyà tretze campionats nacionals: cinc en els 100 metres lliures, de 1950 a 1954, dos en els 400 metres lliures, el 1951 i 1953, un en els 50 metres lliures i cinc en els 4x100 metres lliures.